# Río Negro (Vietnam)
El río Negro, también conocido como río Da, (en vietnamita, Sông Đà) es un largo río del sudeste asiático, el principal afluente del río Rojo, que discurre por la parte meridional de la República Popular China y el noroeste de Vietnam. Tiene una longitud de 910 km, alrededor de 400 km en China y 527 km en Vietnam.
Su fuente está en la provincia de Yunnan, en China. Luego discurre a través de las provincias de Lai Chau (donde forma parte de la frontera con la provincia de Điện Biên), Son La y Hoa Binh. Se une al río Rojo en el Distrito de Tam Nong, cerca de Viet Tri, en la provincia de Phu Tho. También forma parte de la frontera entre la provincia de Phu Tho y Hanoi (antes frontera con la antigua provincia de Hà Tây). 
El río Negro tiene un potencial hidroeléctrico considerable. Hay dos grandes centrales hidroeléctricas en el río: la presa de Hòa Binh, que fue terminada en 1994, y la presa de Sơn La, que se encuentra en construcción desde el año 2005 y será la mayor planta de energía hidroeléctrica en el sudeste asiático. El 5 de enero de 2011 comenzó la construcción de una nueva presa en el distrito de Muong Te de la provincia de Lai Chau.